# Beyeria subtecta
Beyeria subtecta är en törelväxtart som beskrevs av John McConnell Black. Beyeria subtecta ingår i släktet Beyeria och familjen törelväxter. Inga underarter finns listade i Catalogue of Life.